# Grot van Ebbou
De Grot van Ebbou is een grot in de Franse gemeente Vallon-Pont-d'Arc met prehistorische muurtekeningen die waarschijnlijk stammen uit het Solutréen.
De diepe grot ligt op de rechteroever van de Ardèche op ongeveer een kilometer van de grot van Chauvet. De muurtekeningen werden ontdekt door abbé André Glory in 1949. Het gaat om 72 figuren die in de rotswand zijn gekerfd. Hiervan stellen er 62 dieren voor. Het merendeel van de voorgestelde dieren zijn paarden, gevolgd door steenbokken, oerossen, herten en wisenten. Ook zijn een katachtige en een mammoet geïdentificeerd. Bij het maken van de tekeningen werd door de makers soms gebruik gemaakt van het natuurlijk reliëf van de rotswand.
Onderzoek in deze grot werd gevoerd door archeologen Laurent Chabredier, Philippe Novel, Bernard Gély en Marc Azéma. De eerder originele voorstellingen gecombineerd met een weinig verfijnde stijl hebben geleid tot verschillende meningen over de datering van deze kunst. Op basis van overeenkomsten met de grot van Parpalló in Spanje worden de tekeningen over het algemeen gedateerd tussen 22.000 en 17.000 in het verleden. Dit is veel recenter dan Chauvet.